# 782

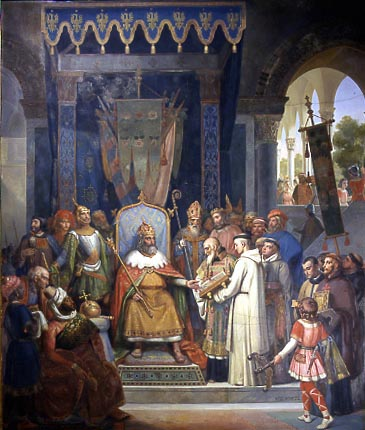
Alcuinus op audiëntie bij Karel de Grote

Het jaar 782 is het 82e jaar in de 8e eeuw volgens de christelijke jaartelling.

## Gebeurtenissen

### Byzantijnse Rijk
- Byzantijns-Arabische Oorlog: Een Arabisch expeditieleger (95.000 man) onder leiding van Haroen al-Rashid, een zoon van kalief Al-Mahdi, trekt over het Taurusgebergte en verovert de Byzantijnse vestingstad Magida. Hij bereikt Chrysopolis, gelegen aan de Bosporus, tegenover de Byzantijnse hoofdstad Constantinopel. Keizerin Irene sluit een vredesverdrag voor 3 jaar en betaalt Haroen een schatting van 70.000 of 90.000 gouden dinars.

### Europa
- Slag bij de Süntel: Hertog Widukind keert terug uit Denemarken en begint met de Saksen een opstand tegen de Frankische overheersing. Hij verslaat de Franken in het Weserbergland (huidige Nedersaksen), in reactie op de succesvolle rebellie van de Saksen komen de Friezen ook in opstand.
- Bloedbad van Verden: Karel de Grote laat bij Verden duizenden gevangengenomen Saksen onthoofden. Doorgaans wordt volgens bronnen gesproken van 4500 terechtgestelden. Tevens vaardigt Karel de "Capitulatio de partibus Saxoniae" uit, een wet die bedoeld is om de Saksen te bekeren.
- Karel de Grote wordt benaderd door een gezant van keizerin Irene van Byzantium, die als regentes optreedt voor haar 11-jarige zoon Constantijn VI. Karel accepteert een huwelijksvoorstel tussen haar zoon en zijn 7-jarige dochter Rotrudis. Zij krijgt lessen in Grieks en Byzantijnse gewoonten.
- Alcuinus wordt aangesteld als leraar aan het hof van Karel de Grote. Hij krijgt het beheer over verschillende abdijen en wordt bekend als de meest prominente figuur van de Karolingische renaissance. Alcuinus zorgt voor het behoud van literaire bronnen en de organisatie van de scholen.

## Religie
- Willehad, Angelsaksische missionaris, moet vluchten voor de Saksische opstand en gaat op bedevaart naar Rome. Vervolgens brengt hij twee jaren door in de abdij van Echternach.

## Overleden
- Fujiwara no Uona (61), Japans minister
- 11 januari - Kōnin (72), keizer van Japan